# Đặt hàng
Đặt hàng là một thuật ngữ kinh doanh, là lời đề nghị ký kết hợp đồng xuất phát từ phía người mua được đưa ra dưới hình thức đặt hàng. Trong đặt hàng, người mua nêu cụ thể về hàng hóa định mua và tất cả những nội dung cần thiết cho việc ký kết hợp đồng. Thực tế, người ta chỉ đặt hàng với các khách hàng có quan hệ thường xuyên. Nội dung của đơn đặt hàng chỉ bao gồm: tên hàng, quy cách, phẩm chất, số lượng, thời gian giao hàng... Về những điều kiện khác, hai bên sẽ áp dụng điều kiện chung đã thỏa thuận với nhau hoặc theo những điều kiện hợp đồng đã ký kết trong lần giao dịch trước đó.

## Hình thức đặt hàng

### Đặt hàng trực tiếp
Hình thức đặt hàng lúc này có thể biểu hiện qua hành động, lời nói. Đặt hàng có thể có đơn đặt hàng hoặc không, có đặt cọc tiền hoặc không có đặt cọc tiền tùy theo thỏa thuận giữa hai bên.

### Đặt hàng gián tiếp
- Đặt hàng qua thư.
- Đặt hàng qua điện thoại.
- Đặt hàng qua mạng (mail, các hình thức trực tuyến khác).

## Hình thức thanh toán
- Thanh toán trực tiếp với bên bán bằng tiền mặt, séc hoặc thẻ tín dụng.
- Thanh toán qua ngân hàng, chuyển khoản.